# Dactyloctenium ctenoides
Dactyloctenium ctenoides là một loài thực vật có hoa trong họ Hòa thảo. Loài này được (Steud.) Bosser mô tả khoa học đầu tiên năm 1968.